# أندرو كوان
أندرو كوان (بالإنجليزية: Andrew Cowan) مواليد 13 ديسمبر 1936، هو سائق راليات اسكتلندي سابق بدأ مسيرته في سنة 1973. كان أول رالي له هو رالي ويلز 1973. شارك في بطولة العالم للراليات. صعد على المنصة مرتان خلال مسيرته.

## فرق مثلها
- ميتسوبيشي موتورز

## روابط خارجية
- أندرو كوان على موقع eWRC-results.com (الإنجليزية)